# ريك باركر (كاتب)
ريك باركر (بالإنجليزية: Rick Parker)‏ هو فنان وكاتب أمريكي، ولد في 31 أغسطس 1946 في ميامي في الولايات المتحدة.

## وصلات خارجية
- الموقع الرسمي